# Mittlerer Sonnblick
Der Mittlere Sonnblick ist ein 3000 m ü. A. hoher Gipfel in der Ankogelgruppe im österreichischen Bundesland Kärnten. Er ist damit der östlichste Dreitausender in den Alpen. Der Mittlere Sonnblick ist allerdings mit dem westlich gelegenen Großen Sonnblick (3030 m) mit einem Grat verbunden, sodass er sich nur mäßig absetzen kann.